# Daeodon
Daeodon, früher als Dinohyus (deutsch: Schreckliches Schwein) bezeichnet, ist ein ausgestorbenes Säugetier. Es lebte vom Oligozän bis zum frühen Miozän und zählte zu den Entelodontidae, einer ebenfalls ausgestorbenen Familie großer schweineartiger Paarhufer.

## Äußerliche Merkmale

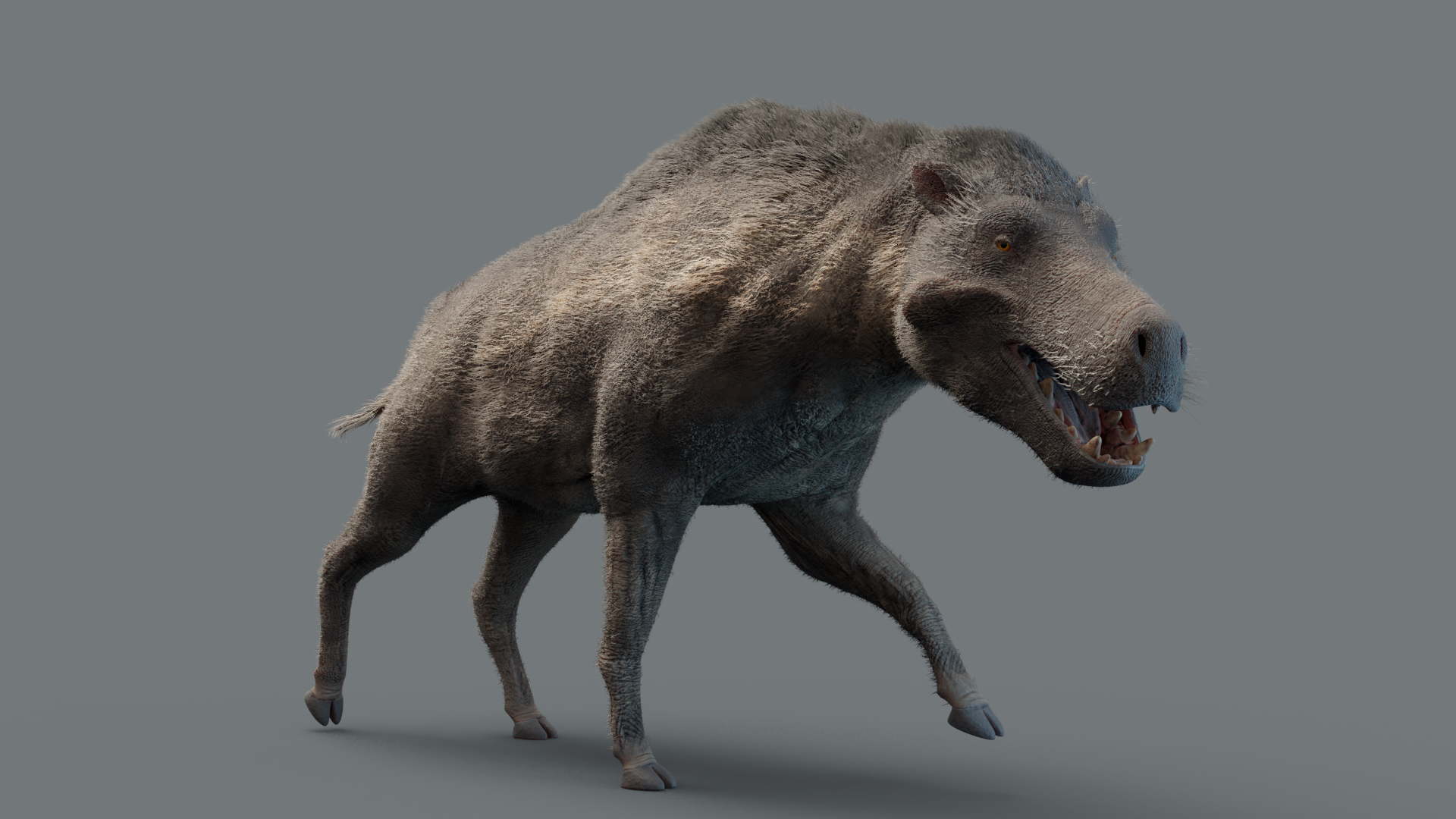
Daeodon shoshonensis, Lebensrekonstruktion

Daeodon wurde drei Meter lang und erreichte gut zwei Meter Schulterhöhe. Der Kopf war extrem groß, fast einen Meter lang, doch das Gehirn war verhältnismäßig klein. Er hatte recht lange, schlanke Gliedmaßen, die auf das Erreichen einer hohen Laufgeschwindigkeit schließen lässt. Er erreichte ein Gesamtgewicht von einer Tonne und hatte starke Hauer.
Seine Schultern waren sehr muskulös, um den schweren Kopf aufrecht zu halten. Wie bei einem echten Raubtier waren die Augen nach vorne gerichtet, das Sichtfeld überlappte sich daher wahrscheinlich.

## Lebensweise

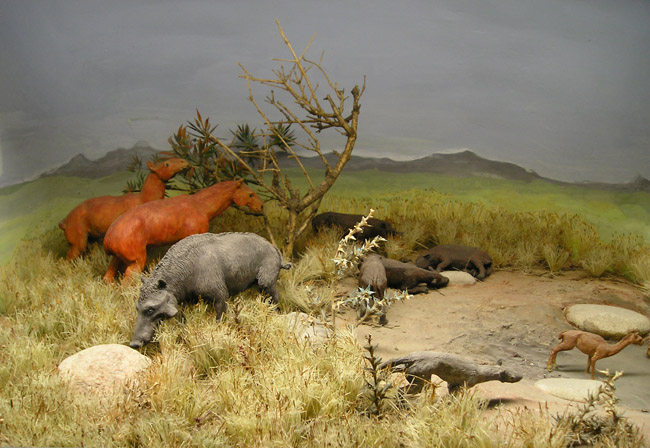
Diorama aus dem Miozän mit Daeodon (links von der Bildmitte, vor zwei Exemplaren von Moropus), Royal Ontario Museum, Toronto

Daeodon ernährte sich von verschiedenen Pflanzen und Tieren einschließlich oder hauptsächlich Aas. Sein Körperbau ließ aktives Jagen zu. Sein Maul besaß eine knochenzermahlende Kraft.

## Fundorte
Fossile Exemplare der Gattung wurden in Nordamerika gefunden. Die ersten gefundenen Unterkieferknochen aus den John Day Fossil Beds wurden von Edward Drinker Cope 1879 als Daeodon beschrieben. Später fand der Kurator des Carnegie Museums, O. A. Peterson, in den Agate Fossil Beds in Nebraska ein vollständigeres Exemplar. Er nannte es 1905 Dinohyus und gab ihm den Artnamen hollandi, nach dem Familiennamen des damaligen Direktors des Carnegie Museums in Pittsburgh, William Jacob Holland. Weitere Funde sind aus den White River Badlands von South Dakota belegt.